# 加泰羅尼亞前海岸山脈

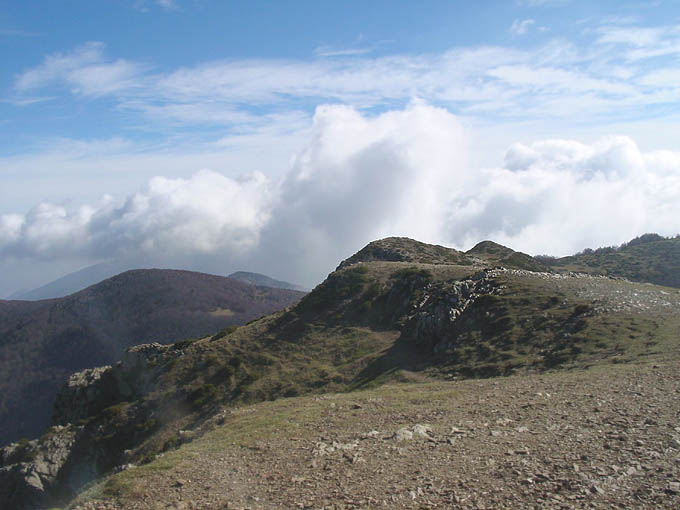

41°36′55″N 1°47′16″E / 41.61528°N 1.78778°E
加泰羅尼亞前海岸山脈（西班牙語：Cordillera Prelitoral），是西班牙的山脈，位於加泰羅尼亞，處於加泰羅尼亞橫斷山脈和埃斯皮納山脈之間，屬於加泰羅尼亞地中海山脈的一部分，最高點是海拔高度1,707米的蒙特塞尼山脈。

## 子山脈
子山脈從北至南如下︰
- 吉萊里斯山
- 蒙特塞尼山脈
- 聖洛朗斯德曼山
- 蒙特塞拉特山
- 克拉爾特山脈
- 皮科蘭丹山
- 普拉德斯山脈
- 蒙特桑特山脈
- 拉貝里亞山脈
- 蒂維薩-萬德略斯山脈
- 卡爾多山
- 卡瓦爾斯山脈
- 潘多爾斯山脈
- 蒙特西亞山脈